# 九州国際大学付属中学校・高等学校
九州国際大学付属中学校・高等学校（きゅうしゅうこくさいだいがくふぞくちゅうがっこう・こうとうがっこう）は、福岡県北九州市八幡東区枝光五丁目にある私立中学校・高等学校。
学校法人九州国際大学が運営。かつては、中高一貫教育（一貫部）が行われていたが、現在は廃部になっており、高校自由選択制を採用している。付属中学校から付属高等学校へは原則進学が保障されている。呼称は「九国」「九国付中・九国付高」「KIUJH・KIUH」などである。現在は、校則の改定などを通して、新たな風を吹き込んでいる。

## 概要
歴史
1958年当時、地域の15歳人口の急増に伴い、大学進学を目的とする私立高校が欲しいという北九州地区のPTAや中学校からの要望を受けて設立された。1958年に男子部、1963年に女子部が開校。男子部、女子部はそれぞれ別のカリキュラムで授業が行われていたが、2010年度から男子部、女子部が合併し男女共学になると同時に一貫部が閉部された。中学校単独化後は高校自由選択制を採用し、全生徒が高校受験をしなければならなくなった。ただし、付属中学校から付属高校への進学は原則保証されているが、一定の基準を満たしていなければ進学できない。入試は、一般入試と一般推薦、スポーツ推薦入試がある。九国は、学力推薦を行わず、学力選抜は一般学力入試のみのスタイルを貫いていたが、令和5年度より一般推薦を開始。
一般入試の受験者数は3,500人程度、生徒数は2021年5月時点で付属高校1,846人（男子1,001人、女子845人）、付属中学校309人（男子136人、女子173人）、合計2155人（男子1,137人、女子1,018人）となっている。
受験者数は福岡県内・九州内で16年連続1位を記録しており、出願倍率も難関クラスでは最高で70倍を記録。オープンスクールの参加者数は北九州市最多で、毎年4500人程度が参加している。九国は、毎年180名前後が国公立大学に進学する進学校という一面を持ちながらも、甲子園への出場やインターハイの出場、オリンピック選手も多く輩出しているスポーツ校という一面もある。
地元では一般的に「九国大付属（きゅうこくだいふぞく）」、「九国（きゅうこく）」、または「九国付高、九国付中（きゅうこくふこう、きゅうこくふちゅう）」と省略して呼ばれる。アルファベット表記では「KIUJH（付属中学校）」「KIUH（付属高校）」と略される。ただ、「九国」の呼び方は大学（九州国際大学）と重なるため、高校野球の試合等では応援団を中心に自校のことを単に「付属」と呼んでいる。
校章には「付高」、「付中」と表記されている。旧校名の八幡大学附属高校だった当時は「八大附属（はちだいふぞく）」、「八大（はちだい）」などと呼ばれていた。
付属高校校歌（旧男子部校歌）は作詞：阿南哲朗、作曲：吉永軍蔵。また、八幡大学附属から九州国際大学付属へ改称する際、歌詞の学校名部分の「八幡大学我ら附属高校」を新校名に合わせて「九州国際大学付属高校」へ変更。男子部廃止の際に男子部を謳う歌詞の部分「若き男子の眉濃し」を共学化に合わせて「若き我らの眉濃し」へ変更。
付属中学校校歌は八幡大学附属高等学校（当時）出身の歌手大内義昭によって制作された。また、一貫部廃止の際に一貫部を謳う歌詞の部分「九国大付属中学高等学校」を中学単独化に合わせて「九国大付属中学校」へ変更。

## 沿革
- 1958年（昭和33年）
  - 「八幡大学附属高等学校」（男子部）の設置が認可される。（初代校長 安田幹太 八幡大学学長）
  - 4月1日 - 開校。
- 1963年（昭和38年）
  - 女子部を設置。男子校として開校から6年目で男子部・女子部の男女別学制へ。
- 1989年（平成元年）
  - 大学の改称に伴い「九州国際大学付属高等学校」となる。
- 1994年（平成6年）
  - 入学生徒数の増加に合わせて、男子部・女子部ともに臨時定員の増加が認められる。
  - 女子部国際教養コースを開設。
  - 受験者数が7386名(男子部3730名、女子部3656名)を記録。両部合わせて新入生は911名。
- 1998年（平成10年）
  - 第99回理事会において、付属中学校を設置し、中高一貫教育による新教育体制の確立を目指すことを含む枝光キャンパス再整備の基本設計が承認される。
- 2000年（平成12年）
  - 4月1日 - 中学校を併設の上、「九州国際大学付属中学校・高等学校」（現校名）となる。中高一貫教育を開始。
  - 九州国際大学が移転し、その跡地に男子部の新校舎が完成し移転。
- 2003年（平成15年）
  - 付属中高等学校の1期生が高等部に進級。
- 2004年（平成16年）
  - 男子部・特進難関クラスを設置。
- 2005年（平成17年）
  - 女子部新校舎が完成し、男子部女子部共に移転完全完了。
- 2006年（平成18年）
  - 中高一貫部の第1期生が卒業。また、この年から2008年まで中等部オンリーワン入試が実施される。
- 2007年（平成19年）
  - 学校の呼称を学則にあわせ、「九州国際大学付属中学・高等学校」、中学課程を「付属中学校」、高校課程を「付属高等学校一貫部」とする。
- 2008年（平成20年）
  - 一貫部を男子部・女子部と合わせた新しい付属高等学校に併合、中学校は単独の3ヵ年体制とする学校組織改革が打ち出される。
- 2010年（平成22年）
  - 男子部・女子部を統合し、男女共学を開始。入学生から制服もブレザーに改定。
  - 九州の学校で初となるadidasブランドの体操服を採用。
  - 福岡県内・九州内で受験者数第1位(3728名)を記録。
- 2011年（平成23年）
  - 選抜高等学校野球大会出場(29年ぶり2回目)
  - 全国高等学校野球選手権大会出場(2年ぶり4回目)
  - 福岡県内・九州内で2年連続受験者数第1位(3890名)を記録。
- 2012年（平成24年）
  - 共学化以降初の受験者数4000名を突破。
  - 女子部・男子部・一貫部最後の卒業式が行われる。
  - 福岡県内・九州内で3年連続受験者数第1位(4431名)を記録。
- 2013年（平成25年） 
  - 九州国際大学付属中学校・高等学校の一貫部が閉部され、中高一貫教育に幕を閉じた。
  - 付属高校にS特進クラス開設。
  - 付属中学校に数学速習クラスと英語速習クラスを開設。
  - 福岡県内・九州内で4年連続受験者数第1位(4211名)を記録。
- 2014年（平成26年）
  - 全国高等学校野球選手権大会出場(3年ぶり5回目)
  - 福岡県内・九州内で5年連続受験者数第1位(4113名)を記録。
  - 難関クラスの倍率が69.3倍を更新。
- 2015年（平成27年）
  - 全国高等学校野球選手権大会出場(2年連続6回目)
  - 福岡県内・九州内で6年連続受験者数第1位(4141名)を記録。
- 2016年（平成28年）
  - 全国高等学校野球選手権大会出場(3年連続7回目)
  - 進学実績が国公立大学169名と過去最多を更新。
  - 福岡県内・九州内で7年連続受験者数第1位(4148名)を記録。
- 2017年（平成29年）
  - 中学棟WiFi工事完了、教職員用iPadの利用開始。
  - 福岡県内・九州内で8年連続受験者数第1位(3990名)を記録。
- 2018年（平成30年）
  - 福岡県内・九州内で9年連続受験者数第1位(3538名)を記録。
- 2019年（平成31年・令和元年）
  - 全入学生から2in1タブレットの必携化を始めるとともに、全普通教室へのインタラクティブプロジェクター設置、校舎全館WiFi完備など九州圏内でも最高水準の環境整備を進めている。
  - 体操服を、全国の学校で初となるadidasアスリートモデルに切り替える。
  - 付属中学校の創立20周年記念式典がKIUホールで行われる。
  - 福岡県内・九州内で10年連続受験者数第1位(3503名)を記録。
- 2020年（令和2年）
  - 福岡県内・九州内で11年連続受験者数第1位(3528名)を記録。
- 2021年（令和3年・令和2年度）
  - 付属中学校の一般入試に英語が追加される。
  - 授業やグラブ活動等で使用する小型多目的施設「アセンブリーホール」を新設。
  - 北九州SDGs登録制度の第1次登録校となる。
  - 福岡県内・九州内で12年連続受験者数第1位(3440名)を記録。
- 2022年（令和4年）
  - 選抜高等学校野球大会出場(11年ぶり3回目)
  - 全国高等学校野球選手権大会出場(6年ぶり8回目)
  - 進学実績が国公立大学187名、私立大学966名と過去最多を更新。
  - 福岡県内・九州内で13年連続受験者数第1位(3564名)を記録。
- 2023年(令和5年)
  - 全国高等学校野球選手権大会出場(2年連続9回目)
  - 一般推薦入試を開始。
  - 進学実績が国公立大学188名、私立大学1000名と2年連続過去最多を更新。
  - 福岡県内・九州内で14年連続受験者数第1位(3470名)を記録。
- 2024年(令和6年)
  - 第1志望入学率が61%となり初の6割台に。
  - 付属中高卒業生のバドミントン松山奈未選手がパリオリンピックで銅メダルを獲得。
  - 令和7年度入試より、一般推薦とスポーツ推薦が推薦入試に1本化し、従来の一般推薦をA枠、スポーツ推薦をB枠へと名称を改める。
  - 自転車ヘルメット着用推進モデル校に指定される。
  - 福岡県内・九州内で15年連続受験者数第1位(3369名)を記録。
- 2025年(令和7年)
  - 福岡県内・九州内で16年連続受験者数第1位(3463名)を記録。

## 男女別学時代
高校には男女別学の時代があった。男子部・女子部の校舎は離れており、男子部校長と女子部校長がそれぞれおかれた。入学式・文化祭・体育祭・修学旅行・卒業式などの学校行事も異なり、同名の学校ながら別々の組織だった。ただし、男子部の野球部が春1回、夏2回、甲子園に出場したときは、応援席では男子部・女子部の生徒が一緒に応援した。応援歌も制定されているが、応援歌は男子部限定だった。2001年には、移転した九州国際大学跡地に男子部校舎が新築され、2005年には同敷地内に女子部校舎が増設された。以後、共学化に向けて別組織だった両部の交流は盛んになっていった。校歌も男女別（女子部校歌は現愛唱歌）であり、高校野球で勝利したときは男子部校歌を採用していた。
コース
男女別学時代、現在とは異なるコース、クラスが存在していた。
男子部
特別進学難関クラス（現 難関クラス）
- 特別進学クラス（現 特進クラス）
- 進学クラス（現 進学クラス）
- スポーツクラス（現 トップアスリートクラス）

女子部
- 特別進学コース（現 特進クラス）
- 進学コース（現 進学クラス）
- 国際教養コース(旧 国際コミュニケーションクラス)

制服
男子部は詰襟。ファスナー留めで紺の海軍型学生服だった。襟章（左:校章・右:エンジ色学年章）バッジを配置。夏服は白カッターシャツで設立以来からずっと続いてきた。八幡大学附属高校時代には制帽（四角い天井を白線で縁取った角帽）も採用されていた。
女子部は紺のブレザー（胸ポケットに「YFK」エンブレムを配置）に白ブラウス、夏服は白ブラウス。現校名へ変更後は胸ポケットのエンブレムも「KFK」に改め、赤いリボンを追加された。夏服はセーラー服に改定された。胸ポケットのエンブレム上部にそれぞれの学年の色（赤、青、黄）の組章バッジを配置。八幡大学附属高校時代、制帽（紺色のハット）も採用されていた。
校章
男子部は橘の花の上に縦書きで「付高」。
女子部は橘の花の上に縦書きで「付女高」。現校名へ変更後は「KFK」エンブレムに変更。
昼食方法
男子部・女子部各校舎に食堂も設置（勿論男女別）されたが、新校舎移転後は展望レストランに生まれ変わり、利用時間も男女別（男子部＝11:40～12:20頃、女子部＝12:40～13:20頃）だった。

## 部活動
運動部
- 野球部
  - 全国高等学校野球選手権大会（夏の甲子園）
    - 1. 1979年（昭和54年）- 第61回大会（初出場）
      - 2回戦（初戦）で横浜商（神奈川）に1-6で敗退。

    - 2. 1982年（昭和57年）- 第64回大会（3年ぶり2回目）
      - 日大二（西東京）に6回1アウトまで4-2とリードしていたが、降雨によりノーゲーム。再試合に6-9で敗れ、1回戦敗退。

    - 3. 2009年（平成21年）- 第91回大会（27年ぶり3回目[3]）
      - 開幕戦 常総学院（茨城）に8-4で勝利。（台覧試合）
      - 2回戦 樟南（鹿児島）に3-1で勝利。
      - 3回戦 帝京（東東京）に3-4xでサヨナラ敗退し、ベスト16。

    - 4. 2011年（平成23年）- 第93回大会（2年ぶり4回目）
      - 2回戦（初戦）で関西（岡山）に2-3x（延長12回）でサヨナラ敗退。

    - 5. 2014年（平成26年）- 第96回大会（3年ぶり5回目）
      - 1回戦 東海大四（南北海道）に1-6で敗退。

    - 6. 2015年（平成27年）- 第97回大会（2年連続6回目）
      - 1回戦 鳴門（徳島）に8-2で勝利。
      - 2回戦 大阪偕星（大阪）に10x-9でサヨナラ勝利。
      - 3回戦 作新学院（栃木）に2-0で勝利。
      - 準々決勝 早稲田実業（西東京）に1-8で敗退し、ベスト8。

    - 7. 2016年（平成28年）- 第98回大会（3年連続7回目[4]）
      - 1回戦 盛岡大附（岩手）に6-8で敗退。　

    - 8. 2022年（令和4年）- 第104回大会（6年ぶり8回目）
      - 2回戦（初戦）で明徳義塾（高知）に2-1で勝利。
      - 3回戦 高松商（香川）に1-2で敗退し、ベスト16。

    - 9. 2023年（令和5年）- 第105回大会（2年連続9回目）
      - 49代表、最後の出場校として大会7日目に出場。2回戦（初戦）で土浦日大（茨城）に0-3で敗退。

  - 選抜高等学校野球大会（春の甲子園）
    - 1. 1982年（昭和57年）- 第54回大会（初出場）- 横浜商（神奈川）に1-2で1回戦敗退。
    - 2. 2011年（平成23年）- 第83回大会（29年ぶり2回目）
      - 1回戦 前橋育英（群馬）に7-1で勝利。
      - 2回戦 日本文理（新潟）に4-2で勝利。
      - 準々決勝 北海（北海道）に5-4で勝利。
      - 準決勝 日大三（東京）に9-2で勝利。
        - 選抜大会としては1954年（昭和29年）の第26回大会の小倉高校以来、福岡県勢57年ぶりとなる決勝進出。
        - 決勝戦で東海大相模（神奈川）に1-6で敗れ、準優勝。

    - 3. 2022年（令和4年）- 第94回大会（11年ぶり3回目）
      - 1回戦 クラーク記念国際（北海道）に3x-2（延長10回）でサヨナラ勝利。　　　　　　
      - 2回戦 広陵（広島）に4-1で勝利。
      - 準々決勝 浦和学院（埼玉）に3-6で敗れ、ベスト8。

  - 国民スポーツ大会
    - 1. 2015年（平成27年）- 第70回大会（初出場）
      - 1回戦 秋田商（秋田）に0-3で敗退。

  - 明治神宮大会
    - 1. 2021年（令和3年）- 第52回大会（初出場）
      - 1回戦 クラーク記念国際（北海道）に5-1で勝利。
      - 準々決勝 日大三島（東海）に2-1で勝利。
      - 準決勝 大阪桐蔭（近畿）に2-9で敗退し、ベスト4。
- 陸上部
  - 1984年（昭和59年）12月 - 第35回全国高等学校駅伝競走大会（都大路）に初出場で8位入賞。
  - 1985年（昭和60年）12月 - 第36回全国高等学校駅伝競走大会に連続出場。
    - 3連覇した報徳学園とのトラック勝負となったデッドヒートの末、大会新記録（当時）で準優勝。後日、現代社会の教科書の表紙にその時のゴールシーンが掲載される[要出典]。

  - 1993年（平成5年）12月 - 女子第5回全国高等学校駅伝競走大会に北部九州地区代表として初出場。
  - 1994年（平成6年）12月 - 男子第45回全国高等学校駅伝競走大会に北部九州地区代表として出場。
    - 女子第6回全国高等学校駅伝競走大会に福岡県代表として連続出場し、7位入賞（男女アベック出場）。

  - 1998年（平成10年）12月 - 女子第10回全国高等学校駅伝競走大会に北部九州地区代表として出場。九州大会は2位。本大会では18位。
  - 2004年（平成16年）12月 - 男子第55回全国高等学校駅伝競走大会に北部九州地区代表として出場。
  - 2014年（平成26年）12月 - 男子第65回全国高等学校駅伝競走大会に北部九州地区代表として出場。
- サッカー部
  - 全国高等学校サッカー選手権大会
    - 1. 2006年（平成18年）- 第85回全国高等学校サッカー選手権大会に福岡県代表として初出場。
      - 1回戦 富山第一（富山）に5-0で勝利。
      - 2回戦 桐光学園（神奈川）に0-1で敗退。

    - 2. 2010年（平成22年）- 第89回全国高等学校サッカー選手権大会に福岡県代表として出場。（4年ぶり2回目）
      - 1回戦 秋田商（秋田）に4-0で勝利。
      - 2回戦 西武台（埼玉）に1-2で敗退。

  - 全国高等学校総合体育大会（インターハイ）
    - 1. 2013年（平成25年）- 福岡県第2代表として初出場[5]。
      - 1回戦 新潟明訓（新潟）に0-0、PK4-2で勝利。
      - 2回戦 遠野（岩手）に2-0で勝利。
      - 3回戦 市立船橋（千葉）に2-4で敗退し、ベスト16。

    - 2. 2022年（令和4年）- 福岡県代表として出場。（8大会ぶり2回目）
      - 1回戦 関東第一（東京第2代表）に1-0で勝利。
      - 2回戦 湘南工科大附（神奈川第1代表）に0-4で敗退。
- バドミントン部
  - 全国高等学校選抜バドミントン大会
    - 1986年（昭和61年）3月 - 第14回大会の女子学校対抗戦で初優勝。
    - 2012年（平成24年）3月 - 第40回記念大会の女子学校対抗戦で26年ぶり2回目の優勝。
    - 2022年（令和4年）3月 - 第50回記念大会の個人対抗戦女子ダブルスで初優勝。

  - 全国高等学校総合体育大会（インターハイ）
    - 1998年（平成10年）- 第49回大会の女子学校対抗戦で初優勝。
    - 1999年（平成11年）- 第50回大会の女子学校対抗戦で優勝し、2連覇達成。
- ウエイトリフティング部
  - 2014年（平成26年）- 第61回全国高等学校総合体育大会および第69回国民体育大会男子85kg級で個人優勝（2冠達成）。
  - 2016年（平成28年）- 第18回全国高等学校女子ウエイトリフティング競技選手権大会69kg級で個人優勝。

## 主なコース
普通科
〈1・2年〉
- 難関クラス：1~2クラス程度（N1組、N2組のような表記方法）
- S特進クラス：2~3クラス程度（S1組、S2組のような表記方法）
- 特進クラス：8クラス程度（1組、2組のような表記方法）
- 進学クラス：4クラス程度（9組、10組のような表記方法）
- トップアスリートクラス：2クラス程度（13組、14組のような表記方法）

なお、準特進クラスと国際コミュニケーションクラスは廃止となっている。
1年次においては、特進クラスの1組・2組は特進クラスの中でも選抜された特進選抜クラスとなる。2年次においては、特進クラスの1組が特進理系選抜クラス、6組が特進文系選抜クラスとなる。
〈3年〉
・難関クラス : 1~2クラス程度
・S特進クラス : 2~3クラス程度
・国立クラス : 6~7クラス程度
・私立クラス : 5~6クラス程度
・トップアスリートクラス  : 2クラス程度
3年次においては、1組が国立理系選抜クラス、2組・3組・4組が国立理系クラス、5組が国立文系選抜クラス、6組が国立文系クラス、7組が私立理系選抜クラス、8組・9組が私立理系クラス、10組が私立文系選抜クラス、11組・12組が私立文系クラスとなる（学年の人数によって変更になることがある）。

## アクセス
- 九州旅客鉄道（JR九州）枝光駅
- 八幡方面からは西鉄バス北九州堂山保育所前・大宮町バス停。戸畑・小倉方面からは椎ノ木団地入口戸畑大谷園前バス停が最寄りになっている。

男女共に、生徒には枝光駅とスペースワールド駅から学校までのスクールバスが用意される。

## 出身者

### 野球
- 生海 - プロ野球選手、福岡ソフトバンクホークス外野手
- 榎本葵 - 元プロ野球選手、東北楽天ゴールデンイーグルス他外野手
- 加藤大輔 - 元プロ野球選手、東北楽天ゴールデンイーグルス投手
- 河野元貴 - 元プロ野球選手、読売ジャイアンツ捕手
- 児玉龍也 - 元プロ野球選手、福岡ソフトバンクホークス投手
- 古長拓 - 元プロ野球選手、オリックス・バファローズ内野手
- 佐倉俠史朗 - プロ野球選手、福岡ソフトバンクホークス内野手
- 清水優心 - プロ野球選手、北海道日本ハムファイターズ捕手
- 下村海翔 - プロ野球選手、阪神タイガース投手
- 髙城俊人 - 元プロ野球選手、横浜DeNAベイスターズ捕手
- 富山凌雅 - プロ野球選手、オリックス・バファローズ投手
- 中村貴浩 - プロ野球選手、広島東洋カープ外野手
- 二保旭 - 元プロ野球選手、千葉ロッテマリーンズ投手
- 野田海人 - プロ野球選手、埼玉西武ライオンズ捕手
- 日高剛 - 元プロ野球選手、阪神タイガース捕手
- 古澤勝吾 - 元プロ野球選手、福岡ソフトバンクホークス内野手
- 外園正 - 元プロ野球選手、読売ジャイアンツ投手 ※八幡大学附属卒
- 三好匠 - プロ野球選手、広島東洋カープ内野手、2016 WBSC U-23ワールドカップ代表主将
- 柳川大晟 - プロ野球選手、北海道日本ハムファイターズ投手
- 山本武白志 - 元プロ野球選手、横浜DeNAベイスターズ内野手、クリケット選手
- アドゥワ大 - 元独立リーグ野球選手、新潟アルビレックス・ベースボール・クラブ投手
- 野木海翔 - 独立リーグ野球選手、徳島インディゴソックス投手

### サッカー
- 柿本健太 - プロサッカー選手、鈴鹿ポイントゲッターズ所属
- 田村友 - プロサッカー選手、SC相模原所属
- 永井謙佑 - プロサッカー選手、名古屋グランパスエイト所属
- 山下敬大 - プロサッカー選手、サガン鳥栖所属
- 吉田晃 - プロサッカー選手、名古屋グランパスエイト所属

### バドミントン
- 池田信太郎 - 元バドミントン選手、日本ユニシス所属
- 栗原文音 - バドミントン選手、リオデジャネイロオリンピック出場
- 櫻本絢子 - バドミントン選手、ヨネックス所属
- 潮田玲子 - 元バドミントン選手、三洋電機→日本ユニシス所属、バドミントンペア：愛称『オグシオ、イケシオ』の1人。
- 松山奈未 - バドミントン選手、再春館製薬所所属、バドミントンペア：愛称『シダマツ』の1人。
- 森かおり - バドミントン選手（アテネオリンピック出場ベスト16）

### スポーツその他
- 金哲彦 - 元陸上競技選手、陸上競技・駅伝解説者。NPO法人ニッポンランナーズ理事長 ※八幡大学附属卒
- 只隈伸也 - 元陸上競技選手、大東文化大学スポーツ・健康科学科准教授 ※八幡大学附属卒
- 橋本大輝 - 元ラグビー選手、元ラグビー日本代表、神戸製鋼コベルコスティーラーズ所属
- 平尾明子 - トライアスロン選手（シドニー、アテネ五輪出場）
- 渕正信 - プロレスラー ※八幡大学附属卒

### 芸能
- 板谷由夏 - 女優、映画アウトレイジ・3月のライオン・四月は君の嘘など
- うな加藤 - お笑いコンビ「プリンプリン」 ※八幡大学附属卒
- 大内義昭 - シンガーソングライター、作曲家 ※八幡大学附属卒
- 城戸けんじろ - ジャパハリネットボーカル
- 西田たかのり - 福岡県を中心に活動しているローカルタレント ※八幡大学附属卒
- 濱田めぐみ - 女優、元劇団四季所属
- 松尾スズキ - 俳優、劇作家、脚本家。劇団「大人計画」主宰 ※八幡大学附属卒

### その他
- 小川英文 - 東京外国語大学教授、考古学者 ※八幡大学附属卒
- 桑原司 - 鹿児島大学教授、文学博士 ※八幡大学附属卒
- 東順治 - 元衆議院議員（公明党）※八幡大学附属卒

## 周辺
- 北九州市立枝光台中学校
- 北九州市立大谷中学校
- 北九州市立枝光小学校
- 北九州市立大谷小学校
- 北九州市立鞘ヶ谷陸上競技場

## 関連校
- 九州国際大学